# Crocicreas fraxinophilum
Crocicreas fraxinophilum är en svampart som först beskrevs av Svrcek, och fick sitt nu gällande namn av Triebel & Baral 1996. Crocicreas fraxinophilum ingår i släktet Crocicreas och familjen Helotiaceae.   Inga underarter finns listade i Catalogue of Life.